# Eenstreepgrasuil
De eenstreepgrasuil (Mythimna conigera) is een nachtvlinder uit de familie van de uilen, de Noctuidae.

## Beschrijving
De voorvleugellengte bedraagt tussen de 15 en 17 millimeter. De grondkleur van de voorvleugels is bruin, oranjebruin of geelbruin. De tekening bestaat uit twee duidelijk zichtbare dwarslijnen, waarvan de binnenste duidelijk gehoekt is en in rust een W vormt. Bovendien zijn de aders in de lengterichting duidelijk zichtbaar. Aan de binnenkant van de niervlek bevindt zich een opvallende witte vlek.

## Waardplanten
De eenstreepgrasuil gebruikt grassen, met name kropaar en kweek, als waardplanten. De rups is te vinden van augustus tot mei. De soort overwintert als rups.

## Voorkomen
De soort komt verspreid over het Palearctisch gebied voor.

### In Nederland en België
De eenstreepgrasuil is in Nederland en België een zeldzame soort. De vlinder kent één jaarlijkse generatie die vliegt van halverwege juni tot en met augustus.